# Shorea multiflora
Espèce
Synonymes
- Balanocarpus multiflorus (Burck) Symington[2]
- Balanocarpus penangianus (F.Heim) King[2]
- Doona multiflora Burck[2]

Statut de conservation UICN

 LC  : Préoccupation mineure
Shorea multiflora est une espèce de plantes de la famille des Dipterocarpaceae.

## Publication originale
- Gardens' Bulletin, Straits Settlements 9: 330. 1938.